# Eberhard Köllner

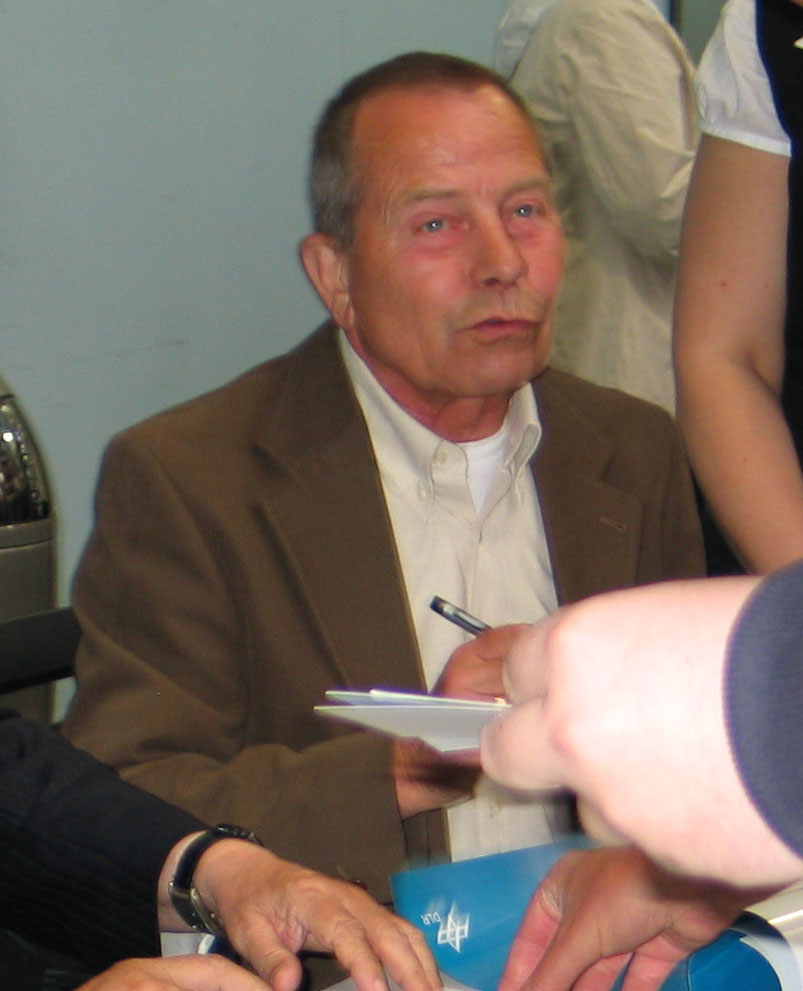
Eberhard Köllner (2008)

Eberhard Köllner (* 29. September 1939 in Staßfurt) ist ein ehemaliger Offizier der Luftstreitkräfte/Luftverteidigung der Nationalen Volksarmee. Köllner wurde zum Forschungskosmonauten der DDR ausgebildet, nahm aber an keiner Mission teil.

## Leben
Köllner war Pilot der Luftstreitkräfte der Nationalen Volksarmee, zuletzt im Rang eines Obersten, ausgebildet an der Offiziershochschule der Luftstreitkräfte/Luftverteidigung Franz Mehring. Er studierte außerdem von 1966 bis 1970 an der Militärakademie der Luftstreitkräfte „J. A. Gagarin“ in Monino (Sowjetunion). Von 1975 bis zum Beginn der Kosmonautenausbildung war er als Nachfolger von Wolfgang Thonke Kommandeur des Jagdfliegergeschwaders 1 in Cottbus. In dieser Dienststellung wurde er 1976 von Rainer Straßburg abgelöst.
Köllner wurde ab dem 25. November 1976 zusammen mit Sigmund Jähn in der Interkosmos-1-Gruppe für den Weltraumflug von Sojus 31 ausgebildet, der 1978 stattfand. Gemeinsam mit Wiktor Gorbatko bildete er die Ersatzmannschaft für das Duo Bykowski/Jähn.
In Vorbereitung des Weltraumfluges eines DDR-Bürgers war unklar, welcher der bis zuletzt gemeinsam ausgebildeten beiden deutschen Kosmonauten tatsächlich in die Sojus-Rakete einsteigen würde. Die Namen der Weltraumflieger – Sigmund Jähn und Eberhard Köllner – waren aber den DDR-Verantwortlichen schon lange vorher bekannt. Das Druckkombinat Berlin wurde im Vorfeld beauftragt, Plakate zu diesem Weltereignis herzustellen. So mussten für beide Kandidaten Plakate gedruckt werden, weil die Öffentlichkeit auf schnellstem Wege informiert werden sollte. Herausgegeben wurden dann sofort noch am Tage des erfolgreichen Starts (26. August 1978) Plakate über Jähn. Die Plakate mit Eberhard Köllner wurden makuliert. Ebenso wie Jähn wurde Köllner 1977 mit dem Ehrentitel Verdienter Militärflieger der Deutschen Demokratischen Republik ausgezeichnet.
Bei der Auflösung der NVA 1990 lehnte er eine Übernahme in die Bundeswehr ab und nahm seinen Abschied. Nach einem betriebswirtschaftlichen Studium arbeitete er bis zum Ruhestand 2002 in der Privatwirtschaft. Köllner ist verheiratet und hat zwei Kinder.